# صناعة (ذي السفال)
صناعة هي إحدى قرى عزلة ريده ورياد بمديرية ذي السفال التابعة لمحافظة إب، بلغ تعداد سكانها 607 نسمة حسب تعداد اليمن لعام 2004.